# فوتبال‌ماهی شمالی
فوتبال‌ماهی شمالی (نام علمی: Himantolophus borealis) نام یک گونه از تیره فوتبال‌ماهی است.